# Inspecteur-generaal
Een inspecteur-generaal (IG) is in Nederland een hoge ambtenaar op een ministerie, rechtstreeks rapporterend aan de minister. De IG is vaak hoofd van een inspectie waarvan de naam verder gelijk is aan de naam van zijn functie. De hoogste ambtenaar op een ministerie is de secretaris-generaal.
Nederland heeft de volgende inspecteurs-generaal:
- Ministerie van Defensie - Inspecteur-generaal der Krijgsmacht - Frank van Sprang
- Ministerie van Defensie - Inspecteur-generaal van de Inspectie Veiligheid Defensie - Wim Bargerbos
- Ministerie van Landbouw, Natuur en Voedselkwaliteit - Inspecteur-generaal van de Nederlandse Voedsel- en Warenautoriteit - Gerard Bakker
- Ministerie van Onderwijs, Cultuur en Wetenschap - Inspecteur-generaal van het onderwijs - Alida Oppers
- Ministerie Infrastructuur en Waterstaat - Inspecteur-generaal van de Inspectie Leefomgeving en Transport - Mattheus Wassenaar
- Ministerie van Volksgezondheid, Welzijn en Sport - Inspecteur-generaal Gezondheidszorg en Jeugd - Marina Eckenhausen
- Ministerie van Justitie en Veiligheid - Inspecteur-generaal Inspectie Justitie en Veiligheid - Esther de Kleuver
- Ministerie van Sociale Zaken en Werkgelegenheid - Inspecteur-generaal Nederlandse Arbeidsinspectie - Rits de Boer
- Ministerie van Economische Zaken en Klimaat - Inspecteur-generaal van het Staatstoezicht op de Mijnen - Theodor Kockelkoren
- Ministerie van Financiën - Inspecteur-generaal van de Inspectie belastingen, toeslagen en douane - Bart Snels

Ook bij buitenlandse overheden wordt de titel gebruikt.